# Neosycophila longiramulis
Neosycophila longiramulis är en stekelart som först beskrevs av Mayr 1885.  Neosycophila longiramulis ingår i släktet Neosycophila och familjen fikonsteklar. Inga underarter finns listade i Catalogue of Life.